# Denise Provence
Pour les articles homonymes, voir Provence (homonymie).
Denise Provence, née Denise Lévy le 17 février 1921 dans le 12e arrondissement de Paris et morte le 14 novembre 2011 à Tours, est une actrice française.

## Biographie

### Vie personnelle
Fille d’Albert Lévy, employé de commerce, et de Marguerite Sauvage, qui meurt en lui donnant naissance, Denise Marie Lévy naît en 1921 à Paris.
Elle épouse en août 1961 Pierre Hémery (1921-2006). Elle a une fille, BiBiche Knauf, établie aux États-Unis, en Floride.
À partir de sa retraite, Denise Provence est domiciliée à Tours. Elle y meurt à l’âge de 91 ans de la maladie d'Alzheimer et est enterrée dans la division 88 du cimetière du Père-Lachaise.

### Carrière
Denise Lévy débute au cinéma sous le pseudonyme de Denise Provence dans l’immédiate après-guerre. Rapidement, sa carrière se dirige vers la comédie, notamment associée à celle de Louis de Funès. Ils se retrouvent au générique de la comédie de Georges Feydeau Le Dindon, puis collaborent à la pièce Oscar de Claude Magnier, où Denise Provence reprend le rôle de Madame Barnier créé par Maria Pacôme.
En 1961, lorsque Louis de Funès succède à Pierre Mondy dans le rôle du promoteur immobilier Bertrand Barnier, Denise Provence incarne de nouveau le rôle de son épouse. Au cinéma, elle est la comtesse de Saint-André-d’en-Ville dans Les Grandes Vacances (1967) où le duo Louis de Funès et Claude Gensac joue le couple Bosquier. Mais son rôle le plus marquant auprès de Louis de Funès demeure celui de Esther Schmol, épouse de Popeck dans Les Aventures de Rabbi Jacob (1973) de Gérard Oury.
Par la suite, ses apparitions au cinéma sont épisodiques. Elle obtient des rôles similaires dans des comédies à la télévision, de patronne, d’épouse ou de mère. En 1986, elle apparaît une dernière fois au théâtre dans Clérambard de Marcel Aymé avec Jean-Pierre Marielle.
Denise Provence met un terme à sa carrière en 1997, après un dernier film.

## Discographie
Denise Provence sort en 1957 un 45 tours, Les comédiens français chantent pour les enfants, en collaboration avec Jean Piat, ainsi qu’un EP volume 2 : 
- Bon Voyage, monsieur Dumollet
- Il pleut bergère
- Nous n’irons plus au bois
- Trois jeunes tambours
- Frère Jacques
- La Mère Michel

## Filmographie

### Cinéma
- 1946 : Pas un mot à la reine mère de Maurice Cloche
- 1949 : Branquignol de Robert Dhéry
- 1950 : Miquette et sa mère d’Henri-Georges Clouzot
- 1950 : La Valse de Paris de Marcel Achard
- 1950 : Et moi j'te dis qu'elle t'a fait d'l'œil de Maurice Gleize
- 1951 : Un amour de parapluie de Jean Laviron
- 1951 : Le Dindon de Claude Barma
- 1951 : Les Deux Monsieur de Madame de Robert Bibal
- 1953 : Un caprice de Caroline chérie de Jean Devaivre
- 1953 : Le Chasseur de chez Maxim's d’Henri Diamant-Berger
- 1955 : Chantage de Guy Lefranc
- 1956 : Les Truands de Carlo Rim
- 1959 : Brèves Amours (Vacanze d’inverno) de Camillo Mastrocinque et Giuliano Carnimeo
- 1961 : Les lions sont lâchés d’Henri Verneuil
- 1961 : Les Nouveaux Aristocrates de Francis Rigaud
- 1963 : Landru de Claude Chabrol
- 1964 : Une ravissante idiote d’Édouard Molinaro
- 1964 : Jaloux comme un tigre de Darry Cowl
- 1964 : Angélique, marquise des anges de Bernard Borderie
- 1965 : Merveilleuse Angélique de Bernard Borderie
- 1967 : Les Grandes Vacances de Jean Girault
- 1971 : Les vieux loups bénissent la mort de Pierre kalfon
- 1971 : Les Pétroleuses de Christian-Jaque
- 1973 : Les aventures de Rabbi Jacob de Gérard Oury
- 1974 : Gross Paris de Gilles Grangier
- 1975 : Le Mâle du siècle de Claude Berri
- 1978 : Le beaujolais nouveau est arrivé de Jean-Luc Voulfow
- 1981 : Pourquoi pas nous ? de Michel Berny

### Télévision
- 1950 : Agence Nostradamus de Claude Barma série TV de 9 épisodes
- 1965 : Le Faiseur de Jean-Pierre Marchand
- 1965 : Génousie de Claude Loursais
- 1965 : Le Bonheur conjugal de Jacqueline Audry
- 1966 : L'Âge heureux de Philippe Agostini
- 1968 : Les Enquêtes du commissaire Maigret de Jean-Pierre Decourt, épisode Signé Picpus : Mademoiselle Roy
- 1970 : Nanou de Georges Régnier
- 1972 : Au théâtre ce soir : Le Fils d’Achille de Claude Chauvière, mise en scène Robert Manuel, réalisation Pierre Sabbagh, Théâtre Marigny
- 1975 : Au théâtre ce soir : La Facture de Françoise Dorin, mise en scène Jacques Charon, réalisation Pierre Sabbagh, Théâtre Édouard VII
- 1978 : Les Amours sous la Révolution : Les Amants de Thermidor de Jean-Paul Carrère
- 1979 : Miss de Roger Pigaut
- 1980 : Petit déjeuner compris de Michel Berny : Mlle Angevin
- 1990 : Le Déjeuner de Sousceyrac de Lazare Iglesis
- 1980 : Au théâtre ce soir : Silence on aime de Michel Lengliney, mise en scène Maurice Risch, réalisation Pierre Sabbagh, Théâtre Marigny
- 1990 : Clérambard de Marcel Bluwal
- 1994 : Une qui promet de Marianne Lamour
- 1997 : Belle comme Crésus de Jean-François Villemer

## Théâtre
- 1947 : Le Sexe faible d’Édouard Bourdet, Théâtre de la Madeleine
- 1951 : Le Roi de la fête de Claude-André Puget, mise en scène Claude Sainval, Comédie des Champs-Élysées
- 1952 : Evangéline d'Henri Bernstein, mise en scène de l’auteur, Théâtre des Ambassadeurs
- 1954 : Bel-Ami de Frédéric Dard d’après Guy de Maupassant, mise en scène Jean Darcante, Théâtre des Célestins
- 1955 : Ce diable d’ange de Pierre Destailles et Charles Michel, mise en scène Georges Vitaly, Comédie-Wagram
- 1958 : Oscar de Claude Magnier, mise en scène Jacques Mauclair, Théâtre des Bouffes-Parisiens
- 1962 : Le Bourgeois gentilhomme de Molière, mise en scène Jean-Pierre Darras, Théâtre Hébertot
- 1962 : Eve et Line de Luigi Pirandello, mise en scène Pierre Franck, Théâtre des Bouffes-Parisiens
- 1968 : La Facture de Françoise Dorin, mise en scène Jacques Charon, Théâtre du Palais-Royal
- 1975 : L’Éventail de Carlo Goldoni, mise en scène Daniel Ceccaldi, Festival du Marais
- 1972 : Au Théâtre Ce Soir, Le Fils D'Achille, mise en scène  Robert Manuel
- 1976 : Lucienne et le boucher de Marcel Aymé, mise en scène Nicole Anouilh, Théâtre Saint-Georges
- 1980 : Silence… on aime de Michel Lengliney, mise en scène Maurice Risch, Théâtre des Bouffes-Parisiens
- 1986 : Clérambard de Marcel Aymé, mise en scène Jacques Rosny, Comédie des Champs-Élysées